# Gleason Corporation

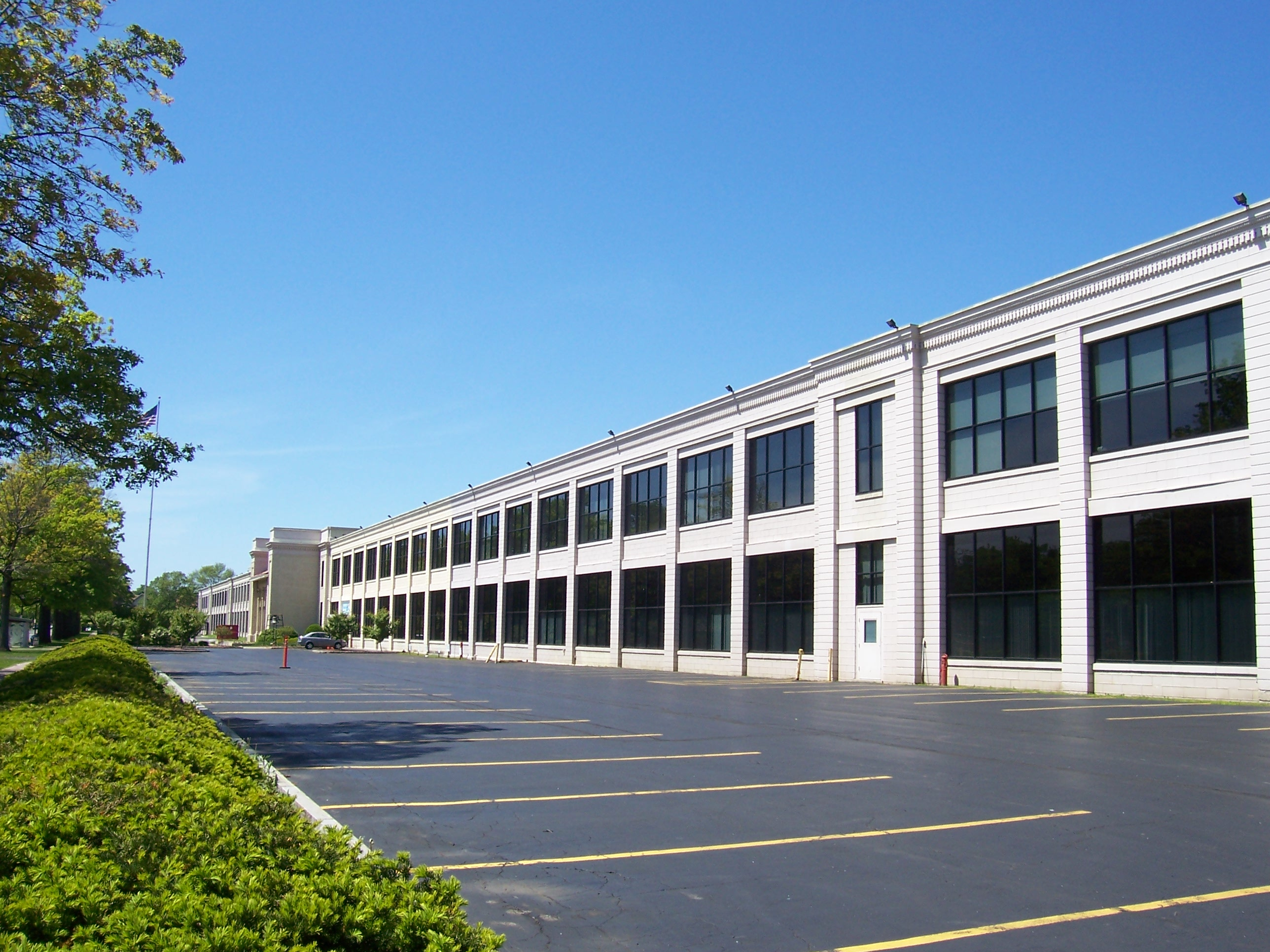
Gleason-Werk in Rochester

Die Gleason Corporation ist ein US-amerikanischer Werkzeugmaschinenbauer. Gleason produziert Verzahnmaschinen sowie Verzahnungsmesssysteme und Spritzgusswerkzeuge für die Herstellung von Kunststoffzahnrädern.

## Geschichte
Im Jahr 1865 gründete William Gleason eine Maschinenfabrik in Rochester im US-Bundesstaat New York. Neun Jahre später, 1874, brachte Gleason seine erste eigene Kegelrad-Hobelmaschine auf den Markt. Die erste Niederlassung im Ausland wurde 1959 in Plymouth gegründet.
Die Gleason-Werke zählten insbesondere in der ersten Hälfte des 20. Jahrhunderts zu den Vorreitern in der Getriebeentwicklung. Einer der wichtigsten und bekanntesten Mitarbeiter Gleasons war zu dieser Zeit Ernest Wildhaber, ein Schweizer Emigrant, der als Leiter der Forschungsabteilung und Technologieberater beschäftigt war. Wildhaber entwickelte unter anderem den Hypoidantrieb und die Wildhaber-Novikov-Verzahnung.
In Deutschland unterhält Gleason drei Produktionsstandorte in München, Ludwigsburg und Eisenbach. Diese wurden nach der Übernahme von Hurth Getriebe und Zahnräder aus München (1995), Pfauter aus Ludwigsburg (1997) und IMS Koepfer Cutting Tools aus Eisenbach (2014) in den Konzern integriert. In der Schweiz produziert Gleason in Studen, Bleienbach und Dietikon.
Die Gleason Corporation war bis 1999 börsennotiert. Im Dezember 1999 wurde das Unternehmen durch das Management und den Private-Equity-Investor Vestar Capital Partners übernommen und anschließend von der Börse genommen.